# Edouard Massaux
Édouard Massaux (Neufchâteau, 27 september 1920 - Bioul, 25 januari 2008) was een rooms-katholiek priester, theoloog en rector van de Université catholique de Louvain.

## Levensloop
De beide ouders van Massaux werden slachtoffer van het naziregime. Hij trok naar het seminarie van Namen en in 1945 naar de faculteit theologie van de Katholieke Universiteit Leuven. In 1951 werd hij assistent bij Mgr Cerfaux en aspirant bij het NFWO. Hij werd doctor en magister in de theologie.
In 1953 werd hij hoogleraar en doceerde: exegese van het Nieuw Testament, fundamentele moraaltheologie, analyse van het neo-testamentaire milieu en tekstkritiek van het Nieuw Testament. In 1961 werd hij hoofdbibliothecaris van de universiteitsbibliotheek.
In 1965 werd hij, vereerd met de titel van huisprelaat van de paus, Franstalig pro-rector van de universiteit, en was dus van heel nabij betrokken bij de discussies die uiteindelijk leidden tot de splitsing in twee afzonderlijke universiteiten. Massaux bleef getraumatiseerd door deze splitsing die hij een zonde tegen de geest noemde.
Van 1969 tot 1986 was hij de eerste rector van de zelfstandige Université catholique de Louvain en ook al was hij prelaat geworden, werd hem niet meer het predicaat 'magnificus' gegeven.
Op de leeftijd van het emeritaat nam hij afstand van de universiteit. Hij verweet haar een evolutie naar het pluralisme en de laïciteit. Bij testament weigerde hij dat een delegatie van de universiteit op zijn uitvaart zou aanwezig zijn en weigerde hij elke vorm van eerbetoon of hulde.

## Publicaties
- (samen met B. Dehandschutter), Influence de l'Evangile de saint Matthieu sur la littérature chrétienne avant saint Irénée